# Leucopogon collinus
Leucopogon collinus är en ljungväxtart som först beskrevs av Jacques-Julien Houtou de La Billardière, och fick sitt nu gällande namn av Robert Brown. Leucopogon collinus ingår i släktet Leucopogon och familjen ljungväxter. Inga underarter finns listade i Catalogue of Life.